# Ljubow Mala

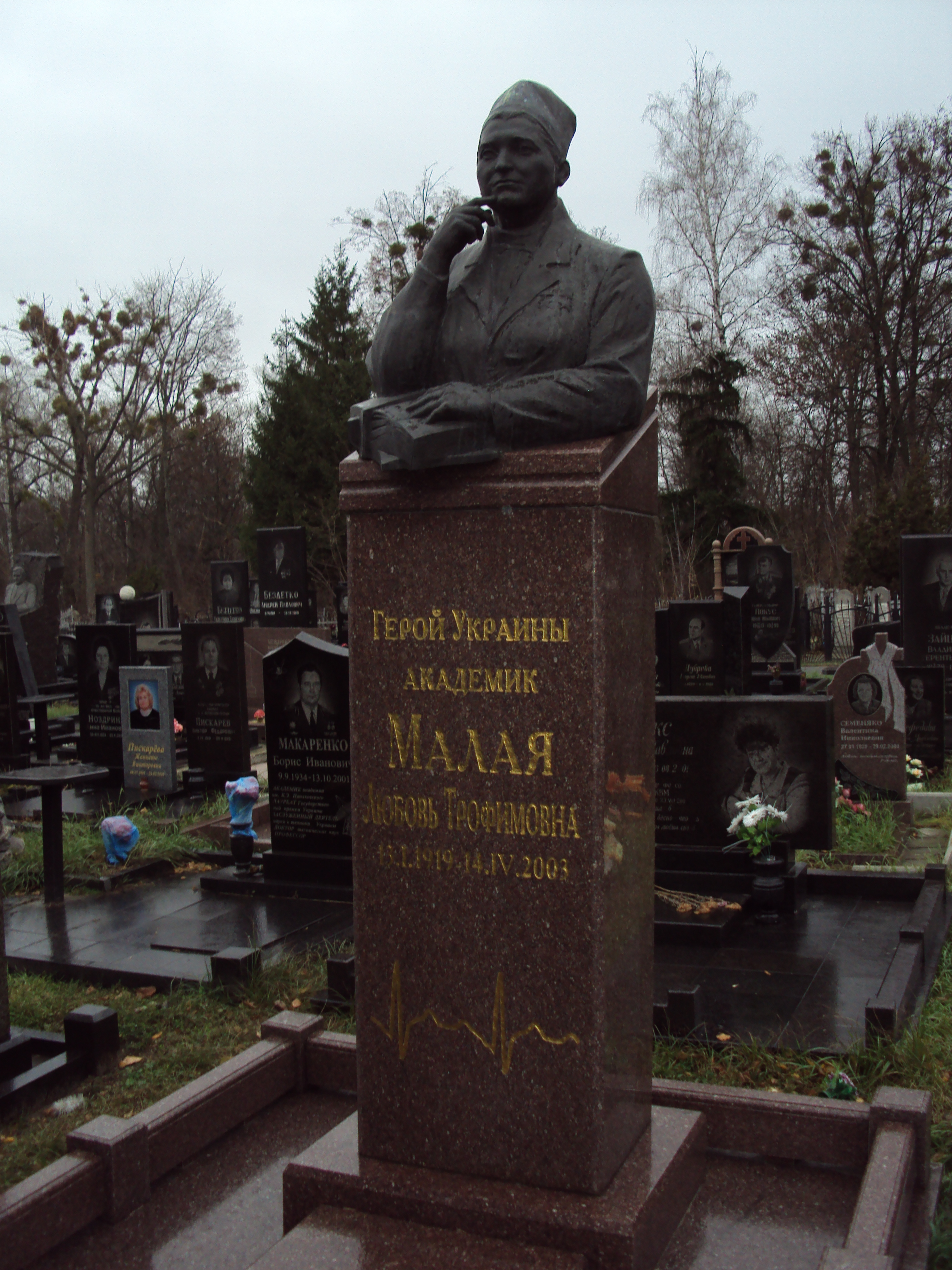
Grabstein von Ljubow Mala auf dem 2. Friedhof von Charkiw

Ljubow Trochymiwna Mala (ukrainisch Любов Трохимівна Мала; * 13. Januar 1919 in Welyki Kopani, USSR; † 14. April 2003 in Charkiw, Ukraine) war eine ukrainische Medizinerin. Sie war Professorin und Direktorin des von ihr gegründeten Instituts für Therapie der Akademie der Medizinischen Wissenschaften der Ukraine.

## Leben und Werk
Mala studierte von 1933 bis 1938 am Charkiwer Medizinischen Institut an der Medizinischen Fakultät mit dem Schwerpunkt „Therapie“. Von August 1938 bis Juni 1941 arbeitete sie als Ärztin im Dorf Petrowenky, Bezirk Iwanow, Gebiet Lugansk. Von Juni 1941 bis September 1946 war sie Ärztin in den Frontlazaretten der Süd-, Transkaukasien- und Nordkaukasusfront. Sie arbeitete als stellvertretende Leiterin der Verwaltungs- und medizinischen Angelegenheiten des Evakuierungskrankenhauses und stellvertretende Leiterin der medizinischen Abteilung des Militärbezirks Charkiw.
Nach der Demobilisierung 1946 arbeitete sie am Charkiw Medical Institute. Von September 1946 bis September 1949 war sie klinische Assistenzärztin der Abteilung für Krankenhaustherapie, von September 1949 bis Mai 1952 Assistenzprofessorin, von Mai 1952 bis Mai 1954 Doktorandin und von Mai 1954 bis Februar 1955 außerordentliche Professorin an der Abteilung für Innere Medizin der Staatlichen Medizinischen Universität Charkiw. 1950 promovierte sie mit der Dissertation zum Thema der Tuberkulindiagnostik in der Klinik für Innere Medizin und 1954 zum Thema über Veränderungen im Herz-Kreislauf-System bei Tuberkulose. 1955 wurde ihr der Titel einer Professorin verliehen.
Ab Februar 1955 bis September 1961 leitete sie die Abteilung für Fakultätskrankenhaustherapie der pädiatrischen und sanitärhygienischen Fakultäten des Staatlichen Medizinischen Instituts Charkiw und danach die Abteilung für Kinderheilkunde und Krankenhaustherapie Ukraine. Seit 1986 war sie Direktorin des Charkower Forschungsinstituts für Therapie des Gesundheitsministeriums der Ukrainischen SSR.
Sie organisierte 1967 in der Ukraine eine der ersten spezialisierten Abteilungen für Herzinfarktpatienten mit Wiederbelebung und Intensivstation. 1986 wurde die Resolution des Ministerrates der UdSSR über die Gründung eines Forschungsinstituts für Therapie in Charkiw unter ihrer Leitung erlassen. Hier wurden neue Methoden zur Behandlung von Herzinfarkt und Schlaganfall entwickelt, die dann in der medizinischen Praxis breite Anwendung fanden. Viele bekannte Medikamente von weltweit führenden Herstellern wurden hier klinisch getestet. Auf ihre Initiative hin wurde das Programm der Weltgesundheitsorganisation „CINDI-Ukraine“ umgesetzt und das Institut für Therapie der Akademie der medizinischen Wissenschaften der Ukraine in die Zentren aufgenommen, mit denen die Weltgesundheitsorganisation zusammenarbeitete.
Unter ihrer Leitung verteidigten sich mehr als 30 Ärzte und etwa 200 Kandidaten der Wissenschaft. Sie war Autorin und Mitautorin von etwa 500 wissenschaftlichen Arbeiten, die in medizinischen Zeitschriften veröffentlicht wurden, darunter 24 Monografien, sowie von 26 urheberrechtlich geschützten Erfindungen und 21 Patenten.
Auf Anordnung des Ministerkabinetts der Ukraine vom 9. April 2004 wurde das Institut für Therapie der Akademie der medizinischen Wissenschaften der Ukraine nach ihr benannt. Am Gebäude der Nationalen Medizinischen Universität Charkiw, wo sie arbeitete, wurde eine Gedenktafel aufgestellt.

## Auszeichnungen und Ehrungen (Auswahl)
- 1960: Orden des Roten Banners der Arbeit
- 1979: Held der sozialistischen Arbeit
- 1979: Leninorden
- 1980: Staatspreis der UdSSR
- 1985: Orden des Vaterländischen Krieges
- 1995: Bohdan-Chmelnyzkyj-Orden[5]
- 1996: Person des Jahres, American Biographical Institute[6]
- 1998:  2000 Outstanding Scientists of the 20th Century, International Biographical Centre (Cambridge, England)
- 1998: Orden des Fürsten Jaroslaw des Weisen[7]
- 1999: Held der Ukraine[8]
- 1999: Ehrenbürgerin von Charkiw
- 2003: Staatspreis der Ukraine im Bereich Wissenschaft und Technologie
- 2015: Umbenennung der Postyschew-Allee in Charkiw in Ljubow-Mala-Allee
- 2019: Im Charkower Forschungsinstituts für Therapie in Charkow wurde anlässlich ihres 100. Geburtstages ein Denkmal enthüllt.

## Mitgliedschaften (Auswahl)
- 1974: Akademie der Medizinischen Wissenschaften der UdSSR
- 1977: International Association of Internists
- 1992: Russische Akademie der Medizinischen Wissenschaften
- 1993: Akademie der Medizinischen Wissenschaften der Ukraine
- 1994: Nationale Akademie der Wissenschaften der Ukraine